# Russische Organisation für geistiges Eigentum
Die Russische Organisation für geistiges Eigentum (VOIS; russisch Всероссийская Организация Интеллектуальной Собственности, ВОИС) ist die urheberrechtliche Vertretung der ausübenden Künstler und der Tonträgerhersteller in Russland.

## Funktion
Die VOIS als Verwertungsgesellschaft nimmt die sogenannte Zweitverwertungsrechte für die Künstler und die Hersteller wahr. Im August 2009 wurde VOIS als einzige Organisation, die verschiedene Entlohnungen disponieren kann, akkreditiert. Die Einnahmenordnung der Gebühren ist dem Russischen Zivilgesetzbuch entsprechend statuiert (Artikel 1326).
2012 war der Gesamtertrag von VOIS etwa 531,7 Millionen Rubel. Heutzutage (2012) vereinigt VOIS etwa 3500 Rechtsträger.

## Weblink
- Website der VOIS (russisch/englisch)